# Synagoge (Nancy)

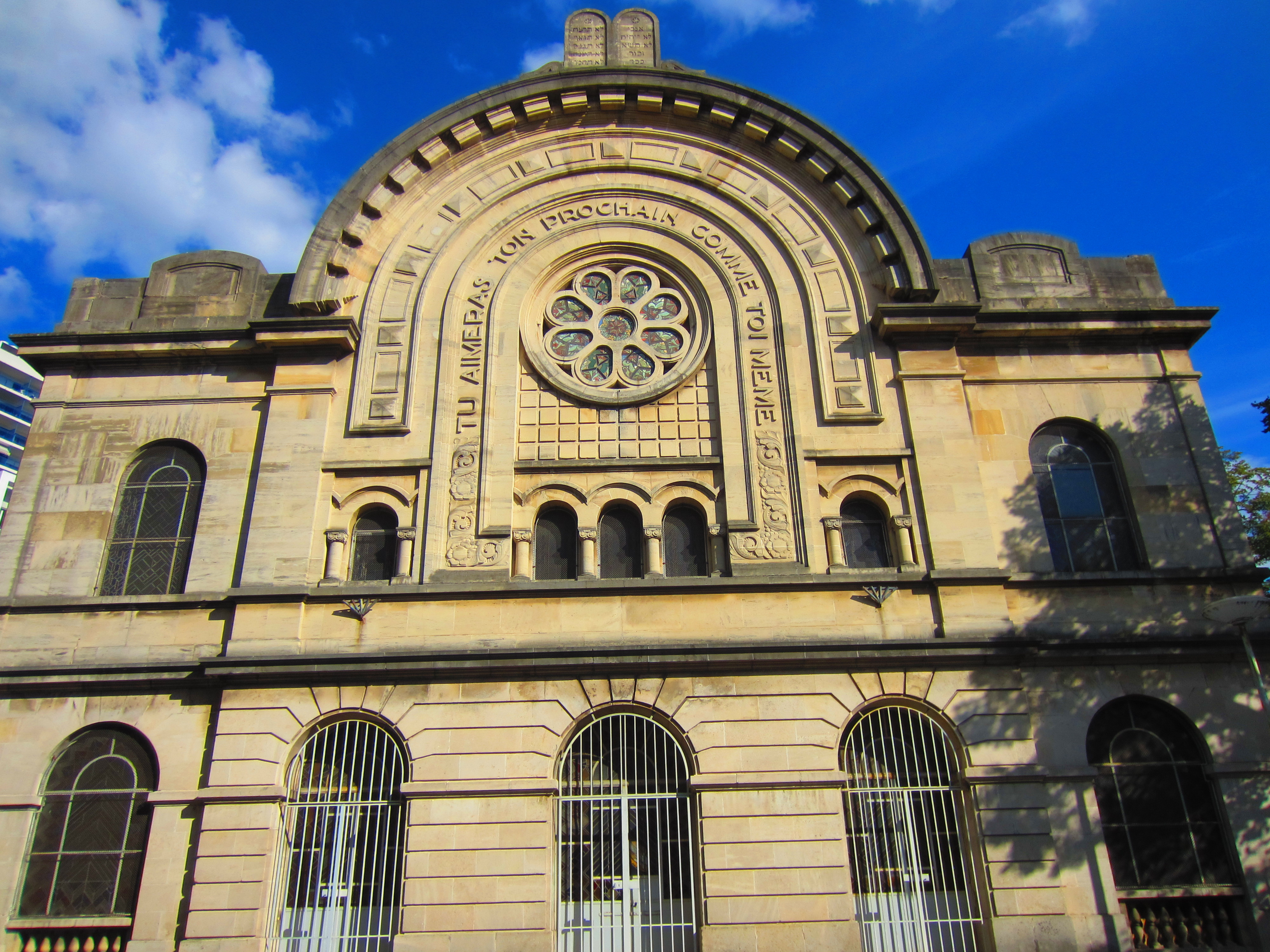
Synagoge in Nancy

Die Synagoge in Nancy, einer Großstadt im Osten Frankreichs und Hauptstadt des Départements Meurthe-et-Moselle in der Region Grand Est, wurde 1787/88 erbaut. Die Synagoge an der Nr. 17, boulevard Joffre ist seit 1984 als Monument historique klassifiziert.

## Geschichte
Die jüdische Gemeinde in Nancy ließ das Bauwerk nach Plänen des Architekten Augustin Charles Piroux (1749–1805) errichten, der auch die Synagoge in Lunéville erbaute. In den Jahren 1841 und 1861 wurde die Synagoge vergrößert und umgebaut. Im Jahr 1935, als der Boulevard Joffre angelegt wurde, erhielt sie eine neue Fassade unter Leitung des Architekten Alfred Thomas.
Der runde Giebel wird von den Gesetzestafeln bekrönt.

## Orgel
In der Synagoge befindet sich eine Orgel, die 1948 von dem Orgelbauer Roethinger erbaut wurde. Das Instrument hat 11 Register auf zwei Manualen und Pedal. Die Trakturen sind elektro-pneumatisch.
| I Grand Orgue C-f3 |    |
| Flûte              | 8′ |
| Salicional         | 8′ |
| Prestant           | 4′ |
| Doublette          | 2′ |

| II Récit C–f3 |    |
| Bourdon       | 8′ |
| Cor de daim   | 8′ |
| Flûte         | 4′ |
| Plein-jeu III |    |
| Trompette     | 8′ |

| Pédale C–f1 |     |
| Soubasse    | 16′ |
| Basse       | 8′  |

- Koppeln: I/I (Sub- und Superoktavkoppeln), II/II (Sub- und Superoktavkoppeln), II/I (auch als Sub- und Superoktavkoppeln), I/P, II/P (auch als Superoktavkoppel)